# Eleição presidencial na Namíbia em 2019
A eleição presidencial namíbia de 2019 foi realizada oficialmente em 27 de novembro. Um total de 11 candidatos disputaram o pleito, dentre os quais encontram-se Panduleni Itula, primeiro candidato independente, e Esther Muinjangue, primeira candidata mulher, a disputarem uma eleição presidencial no país.
Confirmando o favoritismo, o presidente em exercício e candidato à reeleição Hage Geingob sagrou-se vencedor das eleições, porém com uma votação menor em relação à eleição anterior, tendo obtido 56,25% dos votos válidos. Por sua vez, o candidato independente Panduleni Itula terminou a disputa na 2ª colocação após conquistar 29,37% dos votos.
O pleito ficou marcado por denúncias de fraude eleitoral em favor do partido SWAPO, partido político que governa o país de forma ininterrupta desde 1989 sob acusações de corrupção.

## Resultados eleitorais
| Candidatos presidenciais | Partidos políticos                            | Ideologia partidária                                                                            | Espectro político          | Votos válidos | %      |
| ------------------------ | --------------------------------------------- | ----------------------------------------------------------------------------------------------- | -------------------------- | ------------- | ------ |
| Hage Geingob             | Organização do Povo do Sudoeste Africano      | Socialismo                                                                                      | Esquerda                   | 464 703       | 56,25  |
| Panduleni Itula          | Independente                                  | –                                                                                               | –                          | 242 657       | 29,37  |
| McHenry Venaani          | Movimento Popular Democrático                 | Liberalismo econômico                                                                           | Centro-direita             | 43 959        | 5,32   |
| Bernadus Swartbooi       | Movimento dos Povos Nômades                   | Social-democracia Socialismo democrático Reforma agrária Ambientalismo Progressismo Federalismo | Centro-esquerda à esquerda | 22 542        | 2,73   |
| Apius Auchab             | Frente Unida Democrática                      | Minoria damara                                                                                  | Centro-direita             | 22 115        | 2,68   |
| Esther Muinjangue        | Organização Nacional pela Unidade Democrática | Minoria hereró                                                                                  | Centro-direita             | 12 039        | 1,46   |
| Tangeni Iiyambo          | Movimento Democrático pela Mudança da Namíbia | Democracia cristã                                                                               | Centro                     | 5 959         | 0,72   |
| Henry Mudge              | Partido Republicano                           | Conservadorismo Democracia cristã                                                               | Direita                    | 4 379         | 0,52   |
| Mike Kavekotora          | União por Democracia e Progresso              | Nacionalismo de esquerda                                                                        | Centro-esquerda            | 3 515         | 0,43   |
| Ignatius Shixwameni      | Partido de Todos os Povos                     | Social-democracia                                                                               | Centro-esquerda            | 3 304         | 0,40   |
| Epafras Mukwiilongo      | Defensores da Liberdade Econômica na Namíbia  | Pan-africanismo Anticapitalismo Anti-imperialismo Anti-LGBT Anti-sinofobia                      | Esquerda                   | 1 026         | 0,12   |
| Total de votos válidos   | Total de votos válidos                        | Total de votos válidos                                                                          | Total de votos válidos     | 826 198       | 100,00 |
| Eleitorado apto a votar  | Eleitorado apto a votar                       | Eleitorado apto a votar                                                                         | Eleitorado apto a votar    | 1 358 468     | 60,82  |